# Alma (restaurante)
O Alma é um restaurante português avaliado com duas estrelas Michelin, localiza-se no Chiado, em Lisboa, e é comandado pelo chef Henrique Sá Pessoa.

## Caraterísticas
Localizado no bairro do Chiado, na capital portuguesa Lisboa, o Alma é um restaurante do género fine dining, a apresentar uma cozinha autoral. Além disso, segundo informações da administração, o restaurante 'pretende ser um espaço inovador, não apenas no que respeita às abordagens que propõe, como ao simplificar e quebrar algumas regras básicas do serviço, o qual é rigoroso mas ao mesmo tempo descontraído'.
Para o chef da casa, Henrique Sá Pessoa, 'há apenas a boa cozinha e a má cozinha'. A sua, ele a define como sendo uma cozinha que visa 'gosto refinado, técnica perfeita e produto excelente' (SIC). A base da filosofia gastronómica do chef está nas influências que sofreu por meio das suas viagens pelo mundo e na cozinha tradicional portuguesa.
Outra caraterística do restaurante é o seu foco nos pratos à base de peixes e mariscos da costa portuguesa, oferecendo assim, diversos experimentos com os sabores da costa lusitana, ao levar para a mesa a água do mar e espécies sustentáveis. Além disso, o "menu degustação" do Alma traz uma nova interpretação a alguns dos sabores mais tradicionais de Portugal e opções à la carte, as quais possibilitam ao cliente o desenhar do seu próprio cardápio.

## História
No ano de 2009, Henrique Sá Pessoa abria o restaurante Alma, em Santos, o seu primeiro projeto em nome próprio, após já ter chefiado as cozinhas dos hotéis Panorama (Sheraton) e Flores (Bairro Alto Hotel), ambos hotéis cinco estrelas de Lisboa. Naquela altura, já havia sido eleito Chefe Cozinheiro do Ano em 2005 e tinha apresentado, na RTP2, o programa de televisão Entre Pratos — a posteriormente outro do mesmo género, o Ingrediente Secreto.
Essa primeira fase do Alma, que funcionou de 2009 a 2013, apesar da qualidade, não conseguiu o sucesso desejado no mundo da alta gastronomia europeia. Em entrevista ao Observador, o chef Sá confessa que tinha a sensação de que seu restaurante nunca tinha chegado a atingir todo o seu potencial, de acordo com ele: “Houve duas razões principais para o Alma ter estagnado: o espaço físico, que não permitia fazer mais, e a responsabilidade da gestão, que me tirava tempo para tudo o resto."
Essa história mudou quando Sá Pessoa decidiu fechar o Alma e reabri-lo no Chiado, num ambiente muito maior que o anterior, para que fosse, finalmente, possível que o seu restaurante figurasse entre os principais restaurantes da Europa. O resulto das drásticas ações tomadas por Sá Pessoa não demoraram aparecer. Depois de muitos atrasos na obra, o novo Alma foi reaberto em 2015. Logo no ano seguinte à reabertura, já em novo endereço, o restaurante fora premiado com a sua primeira estrela Michelin e em 2018, o Alma conquistou a segunda estrela..